# Atomsúly
John Dalton kémikus javasolta először, hogy a hidrogénatom tömege legyen az atomi tömegegység. Ő ezt atomsúlynak nevezte. A biokémia és a molekuláris biológia (különösen a proteinekkel kapcsolatban) a „dalton” megnevezést használja az atomi tömegegységre, „Da” vagy d rövidítéssel. Mivel a proteinek nagy molekulák, még tipikusabb a kilodalton nagyságrend használata, amelynek rövidítése „kDa”.
Francis Aston, a tömegspektrométer felfedezője később az oxigén 16-os izotópja tömegének egytizenhatod részét használta alapegységnek.